# Västermalm, Västerås
Västermalm är en  stadsdel i det administrativa bostadsområdet Djäkneberget-Stallhagen i Västerås. Området består av Djäkneberget och ett bostadsområde som ligger söder om Djäkneberget fram till Stora Gatan.
Djäkneberget är ett parkområde med öppna gräsytor, promenadvägar, små lusthus, en restaurang med utsikt mot staden och en mängd tänkvärda inskriptioner i sten. I sydöstra hörnet ligger Djäknebergsskolan.
Området avgränsas av Djäknebergets norra ände, Västra Ringvägen, Stora Gatan (Oxbacken), Jakobsbergsgatan, Pilbogatan och Djäknebergets nordvästra ände.
Området gränsar i norr till Lustigkulla, i öster till Centrum, i söder till Vasastaden i väster till Almelund och Jakobsberg.